# Tinospora caffra
Tinospora caffra là một loài thực vật có hoa trong họ Biển bức cát. Loài này được (Miers) Troupin miêu tả khoa học đầu tiên năm 1955.